# Gyrostemonaceae
Gyrostemonaceae — родина рослин порядку капустоцвіті. Він складається з 4(6) родів, загалом близько 20 відомих видів. Усі вони є ендеміками Австралії з помірним кліматом. Вони являють собою чагарники або невеликі дерева з дрібними, часто вузькими листками, і дрібними квітами. Вони вітрозапильні.